# Scary Monsters and Nice Sprites (Lied)
Scary Monsters and Nice Sprites ist ein 2010 veröffentlichtes Lied des US-amerikanischen Electro, Dub- und Brostep-Produzenten Skrillex. Das Lied wurde erstmals am 25. Oktober 2010 als erste Single seiner gleichnamigen EP veröffentlicht. Musikalisch ist es vor allem durch Dubstep, Brostep und House geprägt. Es enthält Stimmsamples von Rachael Nedrow, die in dem Lied „Yes, oh my Gosh!“ schreit. Es ist Skrillex’ bis heute kommerziell erfolgreichste Single. Sie erreichte in den USA, Australien, Kanada, Norwegen und Schweden die Charts. Am 9. Dezember 2011 erreichte die Single in den USA mit 500.000 verkauften Einheiten Goldstatus. Sonst erreichte das Lied in Dänemark Gold- und in Kanada Platin-Status.
Am 12. Februar 2012 gewann das Lied den Grammy Award for Best Dance Recording bei den Grammy Awards 2012.
Laut einer Publikation von Hamady Dieng in Acta Tropica funktioniert das Lied auch als Moskitoschutz.

## Kommerzieller Erfolg

### Chartplatzierungen
| ChartsChartplatzierungen       | Höchstplatzierung | Wochen |
| ------------------------------ | ----------------- | ------ |
| Vereinigte Staaten (Billboard) | 69 (14 Wo.)       | 14     |

### Auszeichnungen für Musikverkäufe
| Land/Region                  | Auszeichnungen für Musikverkäufe (Land/Region, Auszeichnung, Verkäufe) | Verkäufe  |
| ---------------------------- | ---------------------------------------------------------------------- | --------- |
| Australien (ARIA)            | 2× Platin                                                              | 140.000   |
| Kanada (MC)                  | 3× Platin                                                              | 240.000   |
| Vereinigte Staaten (RIAA)    | 2× Platin                                                              | 2.000.000 |
| Vereinigtes Königreich (BPI) | Silber                                                                 | 200.000   |
| Insgesamt                    | 1× Silber · 5× Platin ·                                                | 2.580.000 |

### Auszeichnungen für Musikstreaming
| Land/Region     | Auszeichnungen für Musikverkäufe (Land/Region, Auszeichnung, Verkäufe) | Verkäufe  |
| --------------- | ---------------------------------------------------------------------- | --------- |
| Dänemark (IFPI) | Platin                                                                 | 1.800.000 |
| Insgesamt       | 1× Platin ·                                                            | 1.800.000 |